# Alice David
Alice David (París, Francia, 22 de marzo de 1987) es una actriz francesa.

## Biografía

### Juventud y irrupción de la televisión
Hija de la actriz Dominique Jacquet y del director Jacques David, Alice David es originaria del distrito 16 de París. Aprendió interpretación en el Conservatoire du 7e arrondissement. En 2009 comenzó su carrera como actriz participando en un anuncio para Coca-Cola, al que siguieron varios cortometrajes..
De 2011 a 2012, Alice David interpretó a uno de los personajes principales de la serie Bref, emitida en el programa Le Grand Journal de Canal+. Interpreta el papel de "esa chica" (Sarah), de la que está enamorado el protagonista interpretado por Kyan Khojandi

### Comedias populares (desde 2013)
En 2013, protagonizó el tercer largometraje de Pierre-François Martin-Laval, Les Profs . Interpreta el personaje de Marie, la profesora de alemán.
También presta su voz a la heroína de los videojuegos Lara Croft en el reinicio (titulado sobriamente Tomb Raider ) de la franquicia Tomb Raider. Sucediendo a Françoise Cadol, voz oficial de Lara Croft desde la primera obra de la saga de videojuegos. Alice David logra así su primera experiencia en el doblaje, que repitió para su secuelaRise of the Tomb Raider. Sin embargo, no dobló a Lara en la versión cinematográfica del reboot de acción real de la saga de 2013, protagonizada por Alicia Vikander ni en la última entrega Shadow of the Tomb Raider .
Al año siguiente, se unió a otro grupo: el de la comedia infantil Babysitting, escrita y dirigida por Philippe Lacheau y Nicolas Benamou. Fue un sorprendente éxito comercial. Sin embargo, otra película de colegas poco convencional, Les Francis, de Fabrice Begotti, fue un fracaso comercial y de crítica.
En 2017, formó parte del reparto coral de la comedia romántica Les Ex. Al año siguiente, asumió papeles más destacados: en la comedia Demi-sœurs, coescrita y dirigida por la novelista Saphia Azzeddine. Junto a Sabrina Ouazani y Charlotte Gabris, forma un trío de jóvenes que descubren que están emparentadas por la sangre. Al mismo tiempo, protagoniza con Arnaud Ducret la comedia dramática Monsieur je-sais-tout, escrita y dirigida por Stéphan Archinard y François Prévôt-Leygonie.